# 前仙尾筋
前仙尾筋（ぜんせんびきん、英語: sacrococcygeus ventralis muscle）は、腹部の筋肉のうち仙骨と尾骨との間に存在するものである。仙骨前面を起始とし、尾骨前面に付着する。
尾骨と仙骨の間の動きは人間に於いてほとんど退化しており、有効な作用はない。